# Гей парад
Гей парадите или (още ЛГБТ паради) (или още паради на гордостта, прайд събития, прайд фестивали, прайд шествия, от англ. pride – гордост) са събития на ЛГБТ културата, събиращи гей мъже, лесбийки, бисексуални, трансполови и хетеросексуални
Според региона могат да съчетават карнавални елементи, протестни шествия или и двете. Повечето такива събития се провеждат веднъж годишно, най-вече в края на юни, в памет на Стоунуолските бунтове и имат за цел да консолидират общността на ЛГБТ хората, да повишат видимостта им и да декларират подкрепа за недискриминацията им и социалните им, граждански и политически права.
Първият гей парад в света се провежда под формата на протест на 28 юни 1969 в Ню Йорк. Първото публично събиране на нехетеросексуални хора в България е на 17 май 2005 г. по повод Международния ден за борба с хомофобията. Шествието е организирано в София от неправителствената организация БГО Джемини, участие вземат около 500 души и носи името „Поход ЗА равноправие“. Първото събитие в България, обявено като гей парад, е проведено на 28 юни 2008 г. в София.

## Галерия
- Гей парад в Лондон (2006)
- Гей парад в Ню Йорк (2006)
- Гей парад в Париж (2003)
- Гей парад в Берлин (2006)
- Гей парад в Стокхолм (2006)
- Гей парад в Мадрид (2008)
- Гей парад в Рим (2007)
- Гей парад в Чикаго (2005)
- Гей парад в Торонто (2007)
- Гей парад в Атина (2008)
- Гей парад в Копенхаген (2008)
- Гей парад в Осло (2005)
- Гей парад във Виена (2007)
- Гей парад в Буенос Айрес (2007)
- Гей парад в Рейкявик (2004)
- Гей парад в Хелзинки (2007)
- Гей парад във Варшава (2008)
- Гей парад в Тайпе (2005)
- Гей парад в Йерусалим (2008)
- Гей парад в Будапеща (2008)
- Гей парад в Цюрих (2004)
- Гей парад в Амстердам (2005)
- Гей парад в Истанбул (2008)
- Гей парад в Букурещ (2005)